# Zolotchiv (oblast de Kharkiv)
Ne doit pas être confondu avec Zolotchiv.
Zolotchiv (ukrainien : Золочів, russe : Зо́лочев) est une commune urbaine de l'oblast de Kharkiv, en Ukraine. Elle compte 5 000 habitants en 2024. Dix villages sont intégrés à la commune.

## Géographie
La ville se trouve au bord de la rivière Oudy à 41 km au nord-ouest de la ville de Kharkiv. La rivière Oudy est un affluent de la rivière Donets, appartenant au bassin hydrographique du fleuve Don.

## Histoire
Le village a été fondé en 1677 par des colons venant de l'Ukraine de la rive droite, peut-être, selon certains historiens, de la région de Lvov où se trouve une ville du même nom. L'endroit est le lieu en 1680 d'une victoire des cosaques contre les Tatars. Zolotchev comptait 4 745 habitants en 1785. Sous l'Empire russe, Zolotchev fait partie de l'ouïezd de Kharkov dans le gouvernement de Kharkov. L'église orthodoxe de l'Ascension est construite en 1894.
De janvier à avril 1918, la ville fait partie de la République soviétique de Donetsk-Krivoï Rog, puis elle est occupée par l'armée impériale allemande, avant d'être intégrée en décembre 1918 à la nouvelle République socialiste soviétique d'Ukraine. Mais en juin 1919, Zolotchev est prise par les armées blanches de Dénikine, jusqu'en décembre 1919 où elle retourne à l'Ukraine soviétique.
Son journal local L'Aube (Заря), est publié depuis 1931.
La ville a été occupée par la Wehrmacht d'octobre 1941 à août 1943, lorsqu'elle est libérée par la 181e brigade de tanks de la 5e armée blindée de la Garde.
En janvier 1989, sa population s'élevait à 12 878 habitants, puis elle n'a cessé de baisser après la chute de l'URSS. Son nom est alors ukrainisé en Zolotchiv. En janvier 2013, il n'y avait plus que 9 012 habitants et en 2019, 8 287 habitants.
Jusqu'au 18 janvier 2020, Zolotchiv est le centre administratif du raïon de Zolotchiv; mais celui-ci est aboli en juillet 2020 dans le cadre de la réforme administrative réduisant le nombre de raïons de l'oblast de Kharkiv à sept. La zone fusionne avec le raïon de Bohodoukhiv,.

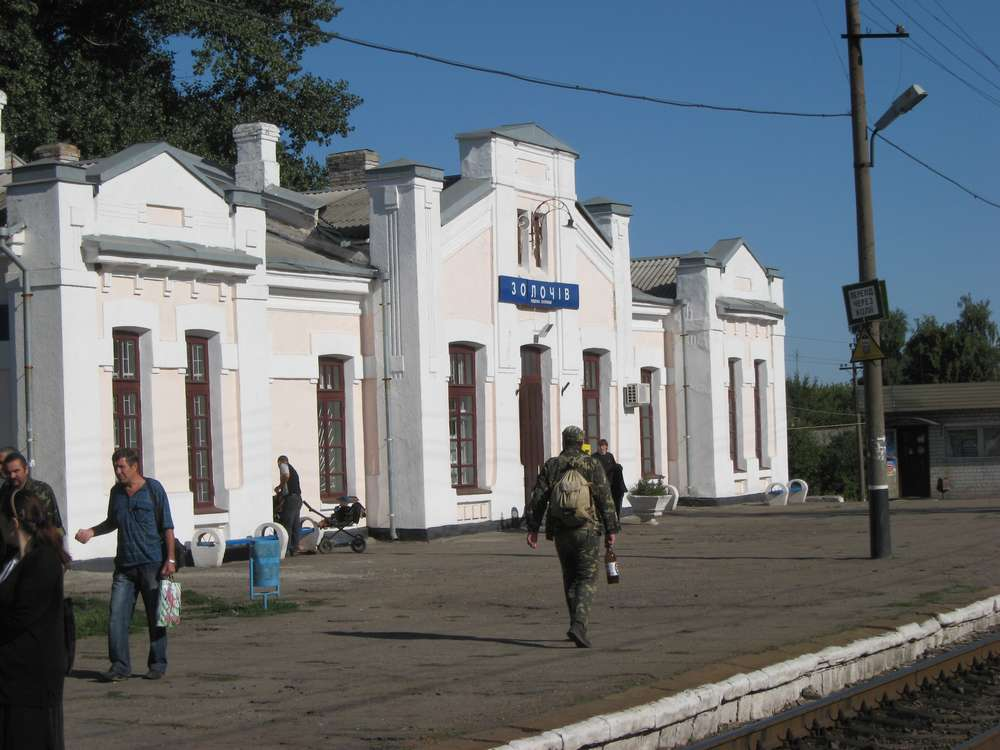
Vue de la gare ferroviaire.

En avril 2022, après le déclenchement de l'invasion de l'Ukraine par la Russie, il ne demeure plus que 30% de la population de la ville, soumise à des tirs d'artillerie, les autres ayant été évacués.

## Religion
La majorité de la population est de confession orthodoxe rattachée au patriarcat de Moscou; mais il existe aussi une minorité baptiste formée après la chute de l'URSS.